# 역사 왜곡
역사 왜곡(歷史歪曲)은 역사적 기록의 위조 또는 왜곡하는 행위로, 자주 사용되지 않지만 역사 부인주의(Historical Negationism)라는 용어로도 사용된다.
역사 수정주의와는 다른 개념으로,역사를 수정하려고 시도하면서, 위조 문서를 진짜라고 제시하고, 검증된 문서에 대한 근거 없는 반론을 제시하며, 역사를 기록한 문서와 기록 등에 대한 출처를 제대로 검증하지 않는 등의 올바른 역사 담론이라고 볼 수 없는 활동들이 예시이다. 그 외에도 자신의 주장을 뒷받침하기 위해 통계를 조작하고 의도적으로 문서를 잘못 번역하기도 하는 등의 예시도 대표적인 예로 들 수 있다.

## 같이 보기
- 거짓 선동
- 인지부조화
- 기록말살형
- 이중사고
- 정보전
- 홀로코스트 부정
- 국방군 무오설
- 검은 전설